# Jewdokija Fjodorowna Lopuchina

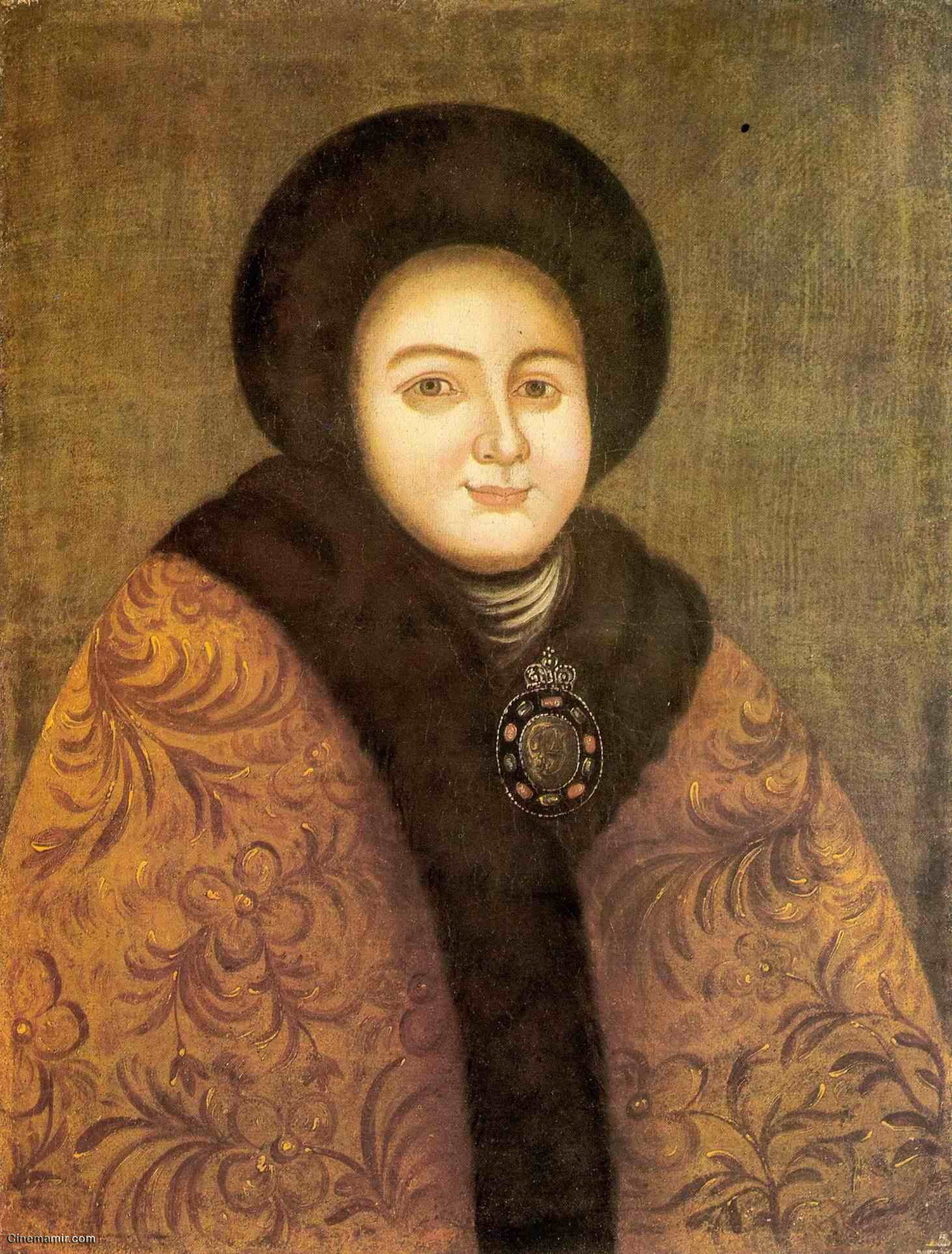
Jewdokija Lopuchina, unbekannter Maler

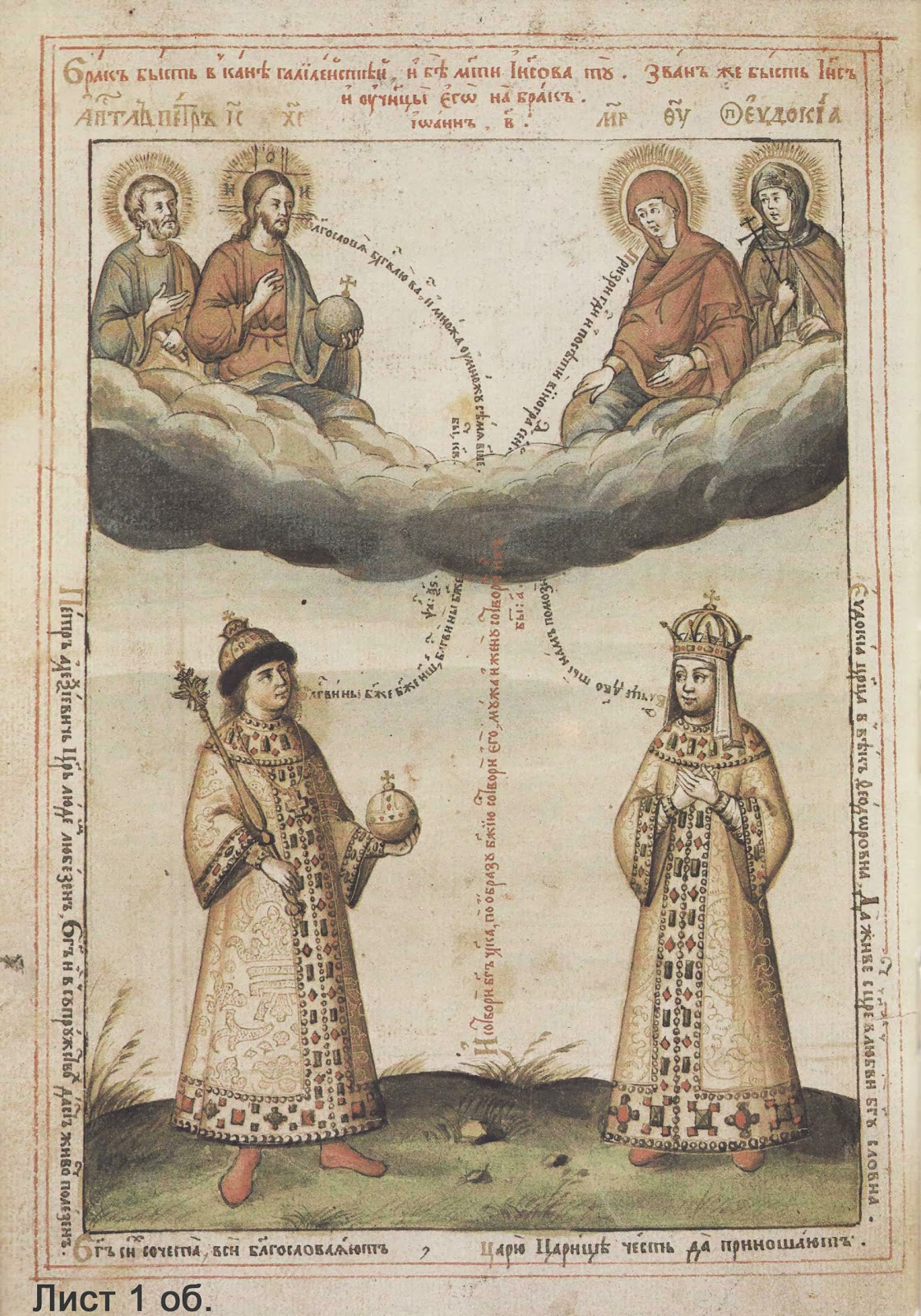
Peter I. und Jewdokija Fjodorowna in einem Buch, das ihm anlässlich seiner Hochzeit überreicht wurde

Jewdokija Fjodorowna Lopuchina (russisch Евдокия Фёдоровна Лопухина; * 30. Julijul. / 9. August 1669greg. in Moskau; † 27. Augustjul. / 7. September 1731greg. ebenda) war die erste Frau Peters I.

## Leben
Jewdokija stammte aus der vornehmen, dem niederen Adel angehörenden Familie Lopuchin und war die Tochter des Bojaren Illarion Awramowitsch Lopuchin (1638–1713) und der Ustinja Bogdanowna Rtischtschewa. Ihre Schwester Xenia Fjodorowna Lopuchina (1677–1698) heiratete den russischen Diplomaten Boris Iwanowitsch Kurakin (1676–1727). Jewdokija Fjodorowna Lopuchina hatte eine traditionelle Erziehung genossen, war ungebildet und hatte keine geistigen Interessen. Sie wurde von Peters Mutter Natalja Kirillowna Naryschkina für ihn ausgewählt. Jewdokija bekam kein Mitspracherecht, sie folgte den Befehlen der Zarenmutter. 
Peter und Jewdokija heirateten am 6. Februar 1689. Die Ehe währte zwar formell zehn Jahre, war aber schon nach einigen Jahren völlig zerrüttet. Selbst die Geburt eines Erbfolgers konnte den Zaren nicht dazu bewegen, sich seiner Ehefrau treu ergeben zuzuwenden. Während der Niederschlagung des Strelitzenaufstandes 1698 verdächtigte Peter auch seine Frau der Teilnahme an der Verschwörung und verbannte sie 1698 ins Kloster Susdal, wo sie unter dem Namen Helene lebte. Nach Peters Tod (1725) kehrte sie 1727 nochmals an den russischen Hof zurück. Dort starb sie am 7. September 1731.

## Kinder
Die drei gemeinsamen Kinder von Peter I. und Jewdokija starben alle vor ihnen:
- Alexei (* 28. Februar 1690; † 7. Juli 1718), Zarewitsch von Russland
- Alexander (* 13. Oktober 1691; † 24. Mai 1692), Prinz von Russland
- Pawel (*/† 1693), Prinz von Russland